# 레이리아현
레이리아현(포르투갈어: Distrito de Leiria 디스트리투 드 레이리아[*], IPA: [lɐjˈɾi.ɐ])은 포르투갈 센트루 지방에 위치한 포르투갈의 현이다. 현도는 레이리아 시다.

## 자치단체
레이리아 현은 16개 자치단체로 이뤄져 있다. [C = 도시/cidade V = 촌락/vila]
- 알코바사 (Alcobaça) C
- 알바이아제르 (Alvaiázere) V
- 안시앙 (Ansião) V
- 바탈랴 (Batalha) V
- 봄바할 (Bombarral) V
- 칼다스다하이냐 (Caldas da Rainha) C
- 카스타녜이라드페라 (Castanheira de Pêra) V
- 피게이로두스비뉴스 (Figueiró dos Vinhos) V
- 레이리아 (Leiria) C
- 마리냐그란드 (Marinha Grande) C
- 나자레 (Nazaré) V
- 오비두스 (Óbidos) V
- 페드로강그란드 (Pedrógão Grande) V
- 페니시 (Peniche) C
- 폼발 (Pombal) C
- 포르투드모스 (Porto de Mós) V